# エチレンジアミンテトラメチレンホスホン酸
エチレンジアミンテトラメチレンホスホン酸(ethylenediamine tetra(methylene phosphonic acid), EDTMP)は、亜リン酸化合物である。キレート性と抗腐食性を持つ。エチレンジアミン四酢酸(EDTA)の亜リン酸アナログである。窒素含有有機ポリホスホン酸に分類される。

## 性質と応用
EDTMPは通常ナトリウム塩として取引され、水によく溶ける。抗スケーリング、抗腐食剤として水処理に用いると、無機ポリリン酸と比べ、3-5倍の腐食抑制効果を見せる。化学的に安定であり、熱耐性も持つ。200℃以下で、非常に良いスケール抑制能を見せる。これは、多くの金属イオンとキレートすることによるものである。
抗がん剤サマリウム (153Sm) レキシドロナムもEDTMPに由来する。